# Klieosoma
Klieosoma är ett släkte av kräftdjur. Klieosoma ingår i familjen Ectinosomatidae.
Släktet innehåller bara arten Klieosoma triarticulatum.